# Paul Almond
Pour les articles homonymes, voir Almond.
Paul Almond (né le 26 avril 1931, à Shigawake, Québec et décédé le 9 avril 2015) est un scénariste, réalisateur et producteur canadien.  

## Biographie
Paul Almond fait des études à l'université McGill à Montréal, puis à l'université d'Oxford en Angleterre. Il commence sa carrière comme réalisateur et producteur en 1954, à la télévision canadienne (CBC), puis retourne en Angleterre, où il travaille pour la BBC et Granada Television. Il dirige ou produit une bonne centaine d'émissions et de documentaires pour ses sociétés.
À la fin des années 1960, il entreprend l'ambitieux projet de créer un cinéma d'auteur au Canada, en créant sa propre maison de production (Quest Production Films), et en écrivant et dirigeant trois films, Isabel (1968), The Act of the Heart (1970) et Journey (1972), mettant en vedette son épouse du moment, l'actrice Geneviève Bujold. 
Son style est parfois comparé à celui du réalisateur français Alain Resnais, mais ce type de cinéma n'est pas très bien reçu au Canada à l'époque, et après l'échec commercial de Journey, il abandonne le projet. Néanmoins, sa trilogie demeure une contribution majeure dans l'histoire du cinéma canadien anglophone.
Après une absence de presque dix ans, il revient au cinéma en dirigeant Final Assignment (1980), Ups and Downs (1983) et The Dance Goes On (1992).
Outre son travail à la télévision et au cinéma, Paul Almond dirige et produit plusieurs pièces de théâtre d'auteurs aussi divers que William Shakespeare, Henrik Ibsen, Tennessee Williams, pour en nommer que quelques-uns. 
Il est aussi l'auteur de deux romans; High Hopes; Coming of age in mid-century (1999), et La Vengeance des Dieux (1999). Il est fait officier de l'Ordre du Canada, le 18 octobre 2001.
Paul Almond et Geneviève Bujold se sont mariés en 1967. Ils ont eu un fils, Matthew James Almond, en 1968. Ils se sont séparés à la fin de 1970, mais le divorce a été prononcé en 1975. (Selon l'autobiographie d'Almond, The Inheritor, publiée en 2015).

## Filmographie
- 1961 : Macbeth (réalisateur, producteur)
- 1968 : Isabel (scénariste, réalisateur, producteur)
- 1970 : Act of the Heart (Acte du cœur) (scénariste, réalisateur, producteur)
- 1972 : Journey (scénariste, réalisateur, producteur)
- 1980 : Final Assignment (réalisateur)
- 1981 : Ups & Downs (scénariste, réalisateur, producteur)
- 1987 : Captive Hearts (réalisateur)
- 1992 : The Dance Goes On (scénariste, réalisateur, producteur)[1]

## Récompenses
- 1970 - Canadian Film Award comme meilleur réalisateur pour The Act of the Heart[3]